# أولاد حمامة (أولاد حمامة)
أولاد حمامة هو دُوَّار يقع بجماعة أولاد يوسف، إقليم بني ملال، جهة بني ملال خنيفرة في المملكة المغربية. ينتمي الدوّار لمشيخة أولاد حمامة التي تضم دوارين. يقدر عدد سكانه بـ 1717 نسمة حسب الإحصاء الرسمي للسكان والسكنى لسنة 2004.

## روابط خارجية
- البوابة الوطنية للجماعات الترابية
- المندوبية السامية للتخطيط